# Consorzio per le Autostrade Siciliane
Consorzio per le Autostrade Siciliane (pl. Konsorcjum dla Autostrad Sycylii) – włoska spółka będąca operatorem dwóch autostrad na Sycylii: A18 i A20. Koncesja została wydana przez ANAS. 
Consorzio per le Autostrade Siciliane powstało w 1997 w ramach fuzji trzech przedsiębiorstw. Siedzibą konsorcjum jest Messina, a jego szefem jest Patrizia Valenti (od kwietnia 2008).